# Candelaria (Cuba)
Candelaria is een gemeente in de Cubaanse provincie Pinar del Río. De gemeente heeft een oppervlakte van 300 km² en telt 20.800 inwoners (2015).

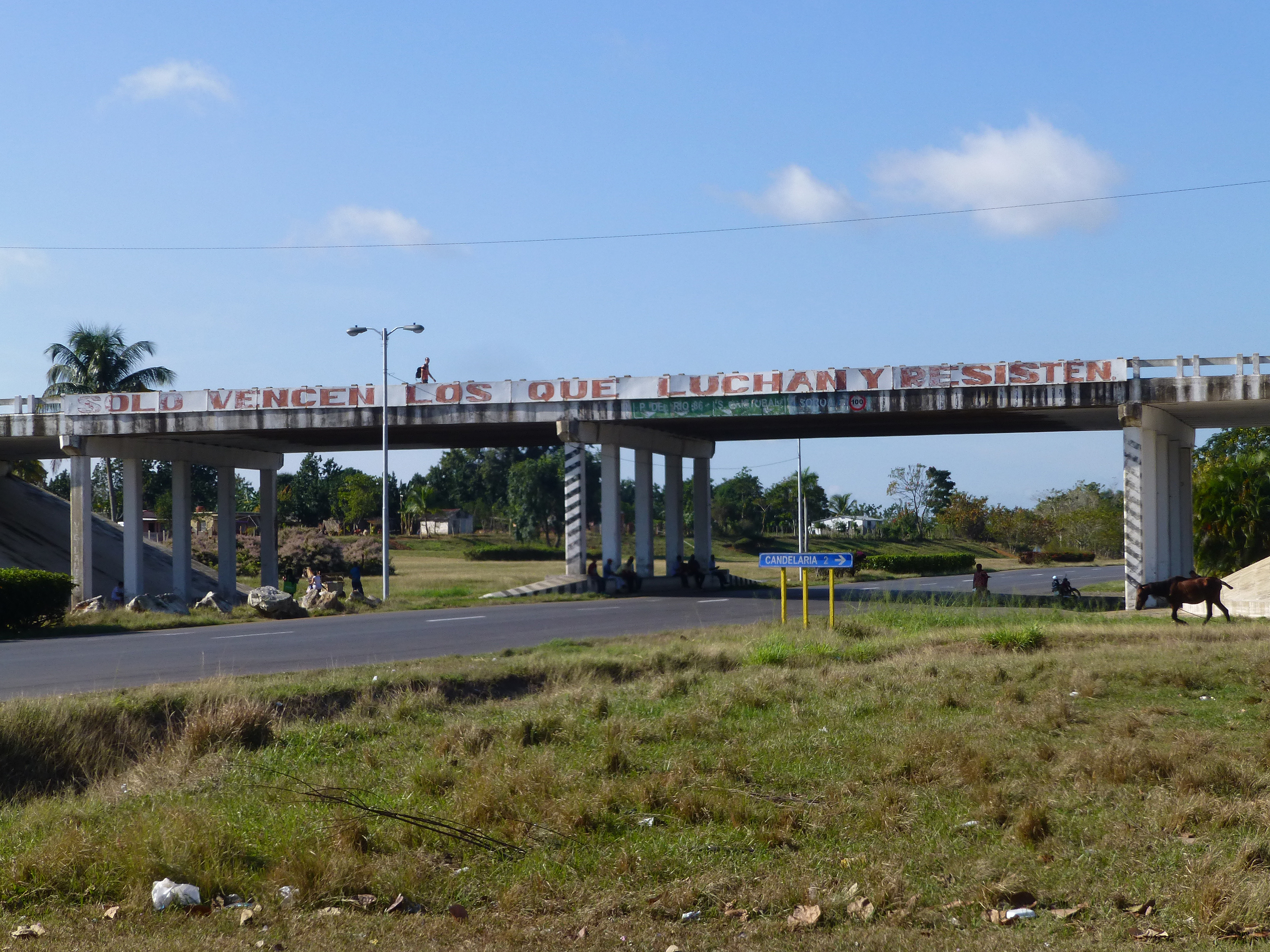
Een brug in Candelaria